# Rock and roll acrobatico
Il rock and roll acrobatico è un genere di danza sportiva molto competitiva che si originò negli Stati Uniti attorno al 1955. Tale tipologia di ballo nasce dal più famoso Lindy Hop tuttavia, a differenza di quest'ultimo, il Rock'n'Roll è coreografato; progettato per gare e competizioni si balla sia in coppia che in formazione (squadra formata dalle 4 alle 8 coppie).

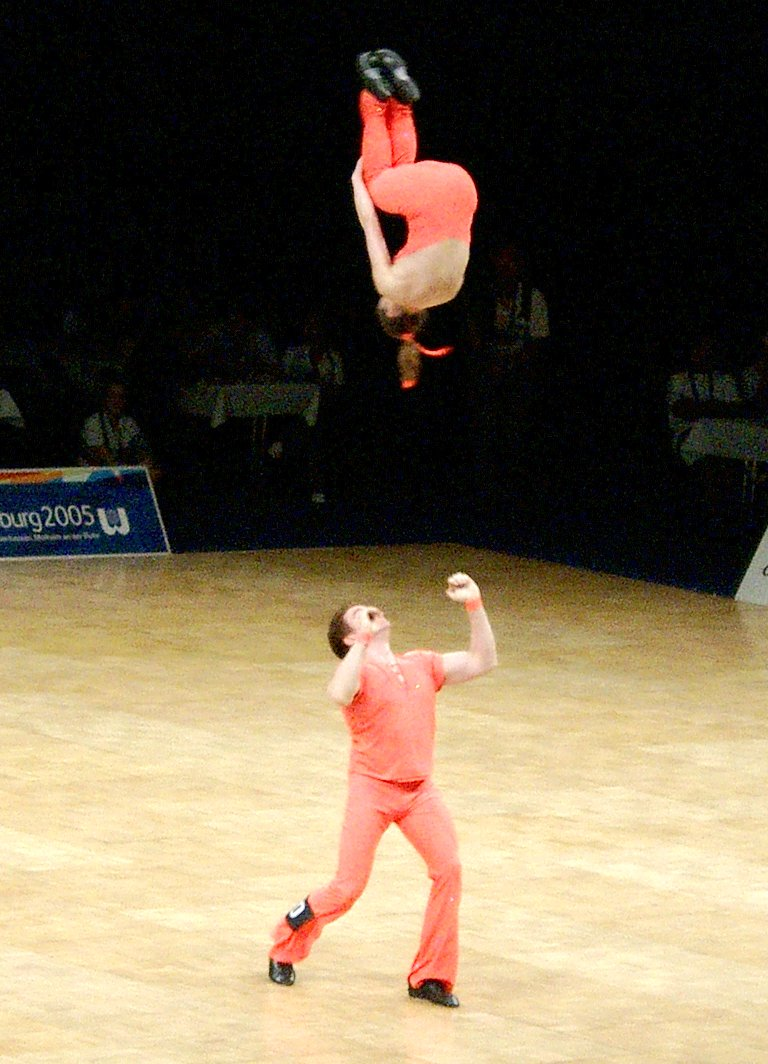
Il famosissimo Doppio Salto Mortale eseguito da Daniela Bechtold e Bernd Diel ai mondiali del 2005 svoltisi ad Oberhausen.

## Storia
Mentre andava sviluppandosi il genere musicale rock iniziarono quasi contemporaneamente a essere create delle danze che potessero essere accompagnate da tale tipologia di musica. La prima di queste fu il famoso Swing (1920 circa) che si evolse poco tempo dopo nel Lindy Hop il primo ballo, che poteva essere ballato in coppia, ad avere degli elementi acrobatici. Quest'ultimo fu ulteriormente modificato attorno al 1940 in quanto vi era la necessità di ballare seguendo musiche più veloci e ritmate; e così, poco tempo dopo, fece la sua comparsa lo stile che oggi noi chiamiamo Boogie-woogie. Quando infine, attorno al 1955 appunto, la musica rock and roll riuscì a diventare famosa più di ogni altra sua concorrente, il Boogie-woogie si trasformò definitivamente e per l'ultima volta in una danza più movimentata e competitiva, l'attuale Rock'n'Roll acrobatico.

## Tecniche e Passi base
Il passo base (o famigliarmente chiamato "Base") del Rock'n'Roll Acrobatico attualmente conta 6 tempi e presenta il classico Kick Ball Change che consiste, mentre la prima gamba sta calciando, in un trasferimento parziale del peso corporeo sulla punta del piede della seconda; viceversa il secondo calcio sarà dato dalla gamba inizialmente "portante" mentre la gamba "calciante" avrà stavolta il compito di sostenere il corpo (un sorta di "cambio" di gamba appunto come dice il nome). Ma ciò che caratterizza davvero questo ballo è appunto la particolare calciata di cui è già stato detto qualcosa: i calci devono essere dati in avanti in maniera secca e decisa, solitamente l'uomo verso l'esterno (partendo con la gamba sinistra) mentre la donna verso l'interno (partendo con la gamba destra); nel fare ciò la coscia non deve subire alcun "rinculo" verso l'alto e soprattutto nella parte finale dell'esecuzione, quando si appoggia la gamba a terra, quest'ultima non deve andare fuori asse (cioè più indietro rispetto all'altro arto).
Per quanto riguarda la già citata base la composizione dei tempi è la seguente: 1-2 corrisponde al primo calcio, 3-4 al secondo, 5 al terzo e infine immediatamente dopo 6 al caratteristico Doppio Passo con il quale il/la ballerino/a chiude, se esegue solo la base sul posto, o avanza di un paio di centimetri verso il partner, se esegue il Passaggio (altro passo fondamentale con il quale i due ballerini si scambiano le posizioni); in quest'ultimo caso la distanza percorsa non deve essere eccessiva perché altrimenti si ha l'impressione che i componenti della coppia si girino attorno vicendevolmente. In realtà comunque i tempi dovrebbero essere 7 ma siccome tra il 5 e il 6 il tempo è così breve che si riduce ad un mezzotempo molti insegnanti e ballerini professionisti al posto di contare 5-6 e poi 7 aggiungono un "e" tra i due tempi (in pratica 5 e 6). Infine a causa dell'elevata velocità dei passi per ballare in maniera ottimale i maestri consigliano solitamente ai giovani ballerini di danzare molleggiando sulle mezzepunte, cosa che facilita e velocizza di molto il già citato Kick Ball Change.

## Categorie
Le categorie del Rock'n'Roll Acrobatico sono codificate da un regolamento internazionale denominato Safety Level emanato dalla WRRC che limita la difficoltà delle acrobazie, determina l'età dei ballerini e regola la durata e il ritmo di ogni sequenza di danza. Attualmente le categorie, facendo riferimento all'età e alla specialità dei componenti, sono le seguenti:
- Under 11: il componente più anziano della coppia deve avere un'età compresa tra i 6 e gli 11 anni.
- Under 14: il componente più anziano della coppia deve avere un'età compresa tra i 6 e i 14 anni.
- Under 17: il componente più anziano della coppia deve avere un'età compresa tra i 6 e i 17 anni.
- 12/15: il componente più anziano deve avere un'età compresa tra i 12 e i 15 anni.
- 12/17: il componente più anziano deve avere un'età compresa tra i 12 e i 17 anni.
- Over 14: il componente più anziano deve rientrare almeno nel 14º anno di età.
- Over 16: il componente più anziano deve rientrare almeno nel 16º anno di età.

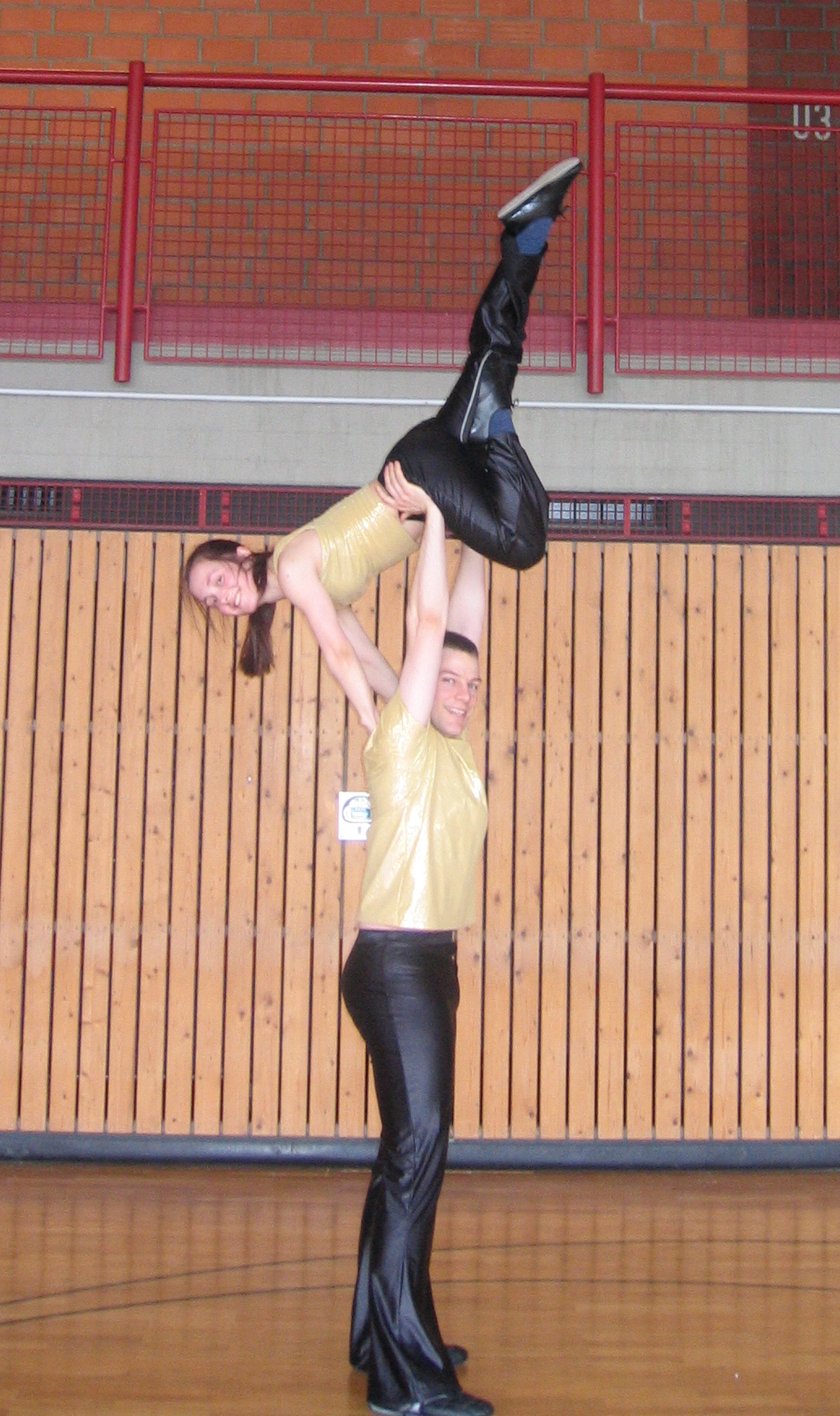
Lo "Swan", una popolare acrobazia

## Classi
Se le categorie, come già detto sopra, fanno riferimento alla specialità e all'età dei ballerini, le classi sono invece strettamente connesse al livello di esperienza ma anche e soprattutto al livello con cui gli atleti praticano questo sport. Attualmente esistono tre nuove tipologie di classe agonistica e una tipologia di classe amatoriale, tutte in vigore dal 2007 (in precedenza ve ne erano delle altre, alcune delle quali eliminate perché obsolete); la tabella sottostante spiega in maniera significativa l'attuale situazione:
| Classe                   | Livello                        |
| ------------------------ | ------------------------------ |
| Classe AS Internazionale | Alto Agonismo                  |
| Classe A                 | Alto Agonismo                  |
| Classe B                 | Agonismo di Base               |
| Attività di Promozione   | Settore Amatoriale e Giovanile |

Negli anni precedenti invece non vi era la distinzione fra Agonismo di Base e Alto Agonismo, ma il tutto era raggruppato sotto il semplice nome di Agonismo, il quale comprendeva le seguenti classi: Classe Internazionale, Classe A, Classe B, Classe C. Gli atleti principianti o le persone che praticavano questo sport a livello amatoriale facevano parte della classe denominata 3º Livello, che corrispondeva al Preagonismo.

## Specialità

### Rock Tecnico
Il Rock Tecnico, o familiarmente chiamato Rock'n'Roll "a Terra", è una specialità del Rock'n'Roll caratterizzata dall'impossibilità di eseguire acrobazie di qualsivoglia genere nel programma di gara della coppia (limitato per la Classe B, libero ma nel rispetto dello stile e della quadratura musicale per le classi A e AS), compresa la posa finale. L'unica caso in cui in misura minima è possibile inserire evoluzioni e contaminazioni provenienti da altre tipologie di danza è però quello della sola Classe A.
Nelle gare internazionali alla coppia è concesso di scegliere la musica per la finale mentre per le gare nazionali, se i giudici non decidono diversamente, valgono le seguenti regole:
- La durata totale del pezzo coreografato deve essere normalmente di 1 minuto o di 1 minuto e 15 secondi (Classe B, Classe A); per le classi internazionali (AS), le uniche a poter gareggiare all'estero, invece il pezzo può durare fino a 1 minuto e 30/45 secondi.
- Anche la velocità della musica varia in base alla categoria della coppia: fino ai 15 anni può andare a 46/48 bpm, mentre dai 16 anni in poi a 50/52 bpm.
- Il compito di scegliere le musiche (rigorosamente Rock'n'Roll) adatte ad ogni tipo di categoria è proprio solo del DJ ufficiale.

Ogni coppia deve ballare senza interruzioni per minimo 1 minuto (Classe B) o 1 minuto e 30 secondi (Classe AS) e, cosa molto importante a livello internazionale, il tempo deve essere preso non appena è possibile udire in maniera nitida la musica; la prova termina con la posa finale della coppia. Qui di seguito è presente una tabella riassuntiva riguardante questa specialità:
| Categorie           | Agonismo di Base | Alto Agonismo |
| ------------------- | ---------------- | ------------- |
| Under 11            | B                | A             |
| Under 14/Rock Youth | -                | AS            |
| 12/15               | B                | A             |
| Over 16             | B                | A             |

In caso in una categoria vi fossero due nomi, il primo rappresenta la denominazione FIDS, il secondo la denominazione WRRC.

### Rock Semi-Acrobatico
Il Rock Semi-Acrobatico è un'altra tipologia di Rock'n'Roll che prevede l'inserimento di alcune acrobazie all'interno del pezzo coreografato.
Alcune classi sono però vincolate in questo; è il caso della Classe A dove la prova è caratterizzata da un programma limitato e sono consentite solamente le acrobazie presenti nei programmi di Classe A del Regolamento Tecnico di Specialità. La coppia deve eseguire un solo ballo di gara di circa 1 minuto e 30 (si può tuttavia sforare fino al minuto e 45) a 48/50 bpm.
Per ciò che concerne invece la Classe AS (agonismo internazionale) vi sono minori limitazioni e per di più la coreografia da eseguire varia in base alla categoria di appartenenza degli atleti della coppia (12/17 o Over 14):
- Nella categoria 12/17 sono permesse solamente le acrobazie inserite nel già citato Safety Level, codificate in modo tale da garantire la massima sicurezza e la tutela dello sviluppo fisico dei giovani ballerini (detti anche Juniores). La coppia deve eseguire una sola coreografia di 1 minuto e 30 (il massimo consentito tuttavia è 1 minuto e 45) a 46/48 bpm e, proprio per quanto riguarda il brano musicale, durante le finali dei Campionati Italiani il direttore di gara può a suo piacimento autorizzarne l'uso di uno proprio (sempre rigorosamente Rock'n'Roll).
- Contrariamente nella categoria Over 14 sono previsti due balli di gara chiamati anche "prove" o "passaggi": il primo è il Rock Tecnico e il secondo il Rock Acrobatico (di cui si parlerà in seguito); i risultati delle due prove, distanziate da un determinato periodo di tempo sufficiente all'eventuale cambio d'abito o al necessario riposo, sono poi combinati tramite Sistema Skating al fine di poter stilare una classifica finale.

| Categorie            | Agonismo di Base | Alto Agonismo |
| -------------------- | ---------------- | ------------- |
| 12/15                | -                | A             |
| 12/17/Rock Juniors   | -                | AS            |
| Over 14/Rock B Class | -                | AS            |
| Over 16              | -                | A             |

## Ranking Mondiale

### Adulti
| Aggiornata al 31 dicembre 2009 | Aggiornata al 31 dicembre 2009       | Aggiornata al 31 dicembre 2009 | Aggiornata al 31 dicembre 2009 |
| #                              | Coppia                               | Punti                          |                                |
| ------------------------------ | ------------------------------------ | ------------------------------ | ------------------------------ |
| 1                              | Maurizio Mandorino & Jade Mandorino  | 267,9                          |                                |
| 2                              | Florian Baron & Guylaine Golf        | 213,5                          |                                |
| 3                              | Michael Trüb & Stephanie Rüegg       | 182,2                          |                                |
| 4                              | Ivan Youdin & Olga Sbitneva          | 182                            |                                |
| 5                              | Christophe Payan & Kathy Richetta    | 178                            |                                |
| 6                              | Christopher Gerdil & Jessica Prunier | 173,9                          |                                |
| 7                              | Tomislav Matacun & Dinka Lelic       | 134,9                          |                                |
| 8                              | Julien Foulon & Ingrid Foulon        | 119,3                          |                                |
| 9                              | Rene Taumberger & Valerie Eder       | 117,8                          |                                |
| 10                             | Márk Horváth & Kata Szabó            | 104,2                          |                                |

### Over 14
| Aggiornata al 31 dicembre 2009 | Aggiornata al 31 dicembre 2009                                 | Aggiornata al 31 dicembre 2009 | Aggiornata al 31 dicembre 2009 |
| #                              | Coppia                                                         | Punti                          |                                |
| ------------------------------ | -------------------------------------------------------------- | ------------------------------ | ------------------------------ |
| 1                              | Alexander Medvedev & Daria Kutugina                            | 188                            |                                |
| 2                              | Michael Hoffmann & Christiane Hoffmann                         | 182                            |                                |
| 3                              | Viktor Kovács & Imola Horváth                                  | 163                            |                                |
| 4                              | Rénald Coulon & Charlene Prost                                 | 154                            |                                |
| 5                              | Maciej Kosek & Karolina Gucwa                                  | 153                            |                                |
| 6                              | Denis Ionov & Ol'ga Michina                                    | 149                            |                                |
| 7                              | Marvin Rabehi & Laurine Chapuis                                | 129                            |                                |
| 8                              | Filip Kocis & Andrea Hruskova                                  | 122                            |                                |
| 9                              | Felix Schelchshorn & Cathrin Poschenrieder                     | 117                            |                                |
| 10                             | Denis Tertyshnyy & Ksenia Osnovina Piotr Jedynak & Kinga Kapik | 85                             |                                |

### 12/17
| Aggiornata al 31 dicembre 2009 | Aggiornata al 31 dicembre 2009                          | Aggiornata al 31 dicembre 2009 | Aggiornata al 31 dicembre 2009 |
| #                              | Coppia                                                  | Punti                          |                                |
| ------------------------------ | ------------------------------------------------------- | ------------------------------ | ------------------------------ |
| 1                              | Erem Gazazyan & Olga Bystrova                           | 366                            |                                |
| 2                              | Luka Hatvalic & Josipa Seremet                          | 267,5                          |                                |
| 3                              | Konstantin Chistikov & Elena Zhovtyak                   | 229                            |                                |
| 4                              | Zsolt Molnár & Heléna Hönich                            | 226                            |                                |
| 5                              | Tobias Planer & Nina Sailer Jaka Južnič & Helena Gutnik | 223                            |                                |
| 7                              | Dino Bonacic & Ariana Tucman                            | 221,5                          |                                |
| 8                              | Dmitry Ziyaev & Ekaterina Vasilieva                     | 198                            |                                |
| 9                              | János Németh & Bianka Huszár                            | 175                            |                                |
| 10                             | Róbert Hardi & Nikolett Mészáros                        | 169                            |                                |

### Under 14
| Aggiornata al 31 dicembre 2009 | Aggiornata al 31 dicembre 2009        | Aggiornata al 31 dicembre 2009 | Aggiornata al 31 dicembre 2009 |
| #                              | Coppia                                | Punti                          |                                |
| ------------------------------ | ------------------------------------- | ------------------------------ | ------------------------------ |
| 1                              | Alen Mikic & Ana Silaj                | 404                            |                                |
| 2                              | Sergey Korolev & Anna Pozdnyakova     | 335                            |                                |
| 3                              | Dominik Balog & Rebeka Bágyi          | 301                            |                                |
| 4                              | Damir Zobec & Doris Lucan             | 279                            |                                |
| 5                              | Tamás Vajda & Boglárka Harangozó      | 262                            |                                |
| 6                              | Mihály Brezóczki & Mónika Molnár      | 249                            |                                |
| 7                              | Krisztián Krivenkó & Alexandra Gulyás | 226                            |                                |
| 8                              | Marko Hatvalic & Iva Jurec            | 185                            |                                |
| 9                              | Miha Bajec & Tina Rabič               | 159                            |                                |
| 10                             | Matic Adamič & Ula Ana Leban          | 155                            |                                |